# آما-نو-ایواتو
آما-نو-ایواتو (به ژاپنی: 天岩戸 Amano-Iwato) به معنای «غار سنگی آسمانی» یک غار در اساطیر ژاپن است. طبق کوجیکی (تاریخ باستان)، رفتار بد سوسانو (خدا)، خدای طوفان‌های ژاپنی، خواهرش آماتراسو را به غار آما-نو-ایواتو سوق داد و زمین بدین ترتیب از نور محروم شد.
به منظور بیرون آوردن آماتراسو از غار، خدایان دیگری به نام یائو-یوروزو-نو-کامی یک جشن با تدبیر اومیئیکانه در بیرون از غار برگزار کردند. در این جشن الهه آمه-نو-اوزومه-نو-میتوکو با رقص سبک سرانهٔ خود، خنده‌ها را برانگیخت. آماتراسو در درون غار در مورد منبع خنده کنجکاو شد و از ورودی غار بیرون را نگاه کرد. او شیفته انعکاس خود در آینه یاتا نو کاگامی که خدایان دیگر برای آن منظور ساخته و جلوی غار آویزان کرده بودند، شد و مات و مبهوت ایستاد. سپس آمه-نو-تاجیکارائو به زور غار را باز کرد و جهان بار دیگر در نور غسل گرفت. همان‌طور که آماتراسو از غار خارج شد، یک مهر مقدس روی آن زده شد تا او هرگز نتواند مخفی شود.